# Sammy Sosa
Samuel Peralta „Sammy“ Sosa  (* 12. November 1968 in San Pedro de Macorís, Dominikanische Republik), in seiner Heimat Sami Sosa genannt, ist ein ehemaliger dominikanischer Baseballspieler in der Major League Baseball (MLB).
Sosa spielte bei den Texas Rangers, Baltimore Orioles, den Chicago White Sox und bei den Chicago Cubs, wo er im Jahre 1998 den begehrten Titel des Most Valuable Player verliehen bekam. Zusätzlich wurde er im gleichen Jahr von der Zeitschrift Sports Illustrated zum Sportler des Jahres gewählt.
Mit 609 Home Runs liegt er auf Platz 9 der ewigen Bestenliste.
2003 wurde Sosa für acht Spiele gesperrt, da er mit einem manipulierten Schläger gespielt hatte. Die verbotene Korkfüllung seines Schlägers fiel während eines Spiels gegen die Tampa Bay Devil Rays auf, da sein Schläger zerbrach.
2009 wurde bekannt, dass Sosa 2003 einen positiven Dopingtest hatte.